# Гокс-Бей Юнайтед
Футбольний клуб «Гокс-Бей Юнайтед» або просто «Гокс-Бей Юнайтед» (англ. Hawke's Bay United Football Club) — напівпрофесійний новозеландський футбольний клуб міста Нейпір, який виступає в прем'єр-лізі АСБ.

## Історія

### Рання історія
Регіон Гокс-Бей увійшов до числа 8, які мали отримати команду в НЗФЛ. Футбольні команди регіону зібралися разом та вирішили утворити футбольний клуб «Нейпер Сіті Роуверс». У сезоні 2004/05 років клуб набрав 26 очок в 21 матчі та не зміг потрапити до кваліфікації для участі в плей-оф, відставши від 3-го місця, яке посів ФК «Ваїкато», на 5 очок. Після завершення чемпіонату було прийнято рішення про зміну назви клубу на «Гокс-Бей Юнайтед», тому що ця назва показувала регіон Гокс-Бей, який представляє клуб.

### Перейменування
Під новою назвою клуб провів жахливий сезон 2005/06 років, коли набрав лише 5 очок в 21 матчі. Взагалі нестабільність у результатах команди була характерною рисою розвитку клуб, так, наприклад, клуб двічі посідав 4-те місце за підсумками регулярної частини сезону. Вперше такий результат команда показала в сезоні 2007/08 років, коли клуб набрав 29 очок. Вдруге команда повторила своє досягнення наступного сезону, в якому набрала 22 очки.

### Успіх та перше віце-чемпіонство
У сезоні 2012-13 років клуб вперше отримав путівку в плей-оф АСБ Прем'єршипу. Він зайняв четверте місце з 24 очками, випередивши свого найближчого суперника, Тім Веллінгтон, на три очки. Проте, в півфіналі, Уайтакере Юнайтед перемогло Гокс-Бей Юнайтед з рахунком 10:5. В наступному сезоні 2013/14 років клуб посів 3-тє місце у регулярному чемпіонаті та пробився до плей-оф, але не зміг вийти до фіналу, і поступився команді Тім Веллінгтон з рахунком 1:2 в першому матчі та 0:1 у матчі-відповіді. У 2015 році, вперше у своїй історії, клуб пробився до фіналу плей-оф АСБ Прем'єршипу, де поступився з рахунком 1-2 Окленд Сіті.

## Деякі статистичні дані
- Загальна кількість проведених сезонів в АСБ Прем'єршипі: 12 (на сьогодні)
- Найкращий рейтинг у регулярному сезоні: 2-й (сезон 2015-16 років)
- Найгірший рейтинг у регулярному сезоні: 8-й (сезон 2005-06 років)
- Найкращий рейтинг у плей-оф: Друге місце (сезон 2014-15 років)
- Найбільша перемога в національному чемпіонаті:
  - 5:0 над Янг Харт Манавату (сезон 2011-12 років) та 6-1 над Саузерн Юнайтед (сезон 2013-14 років)
- Найбільша поразка в національному чемпіонаті:
  - 1:8 від Янг Харт Манавату (сезон 2005-06 років) та 0:7 від Кентербері Юнайтед (сезон 2011-12 років)

## Стадіон
Домашні матчі «Гокс-Бей Юнайтед» проводить на стадіоні «Блувотерс Стедіум», який вміщує 4000 уболівальників. Стадіон побудовано в 1985 році.

## Склад
Станом на 19 травня 2016
| №  | Поз. | Нац.          | Гравець         |
| -- | ---- | ------------- | --------------- |
| 1  | ВР   | Англія        | Джош Гілл       |
| 2  | ЗХ   | Нова Зеландія | Шон Ліддікот    |
| 3  | ЗХ   | Японія        | Мацумоту Кохеї  |
| 4  | ЗХ   | Нова Зеландія | Фінлей Майлн    |
| 5  | ЗХ   | Нова Зеландія | Гаррісон Неш    |
| 6  | ПЗ   | Нова Зеландія | Алекс Палежевич |
| 7  | ПЗ   | Нова Зеландія | Корі Четелбруг  |
| 8  | ПЗ   | Нова Зеландія | Том Бісс        |
| 9  | НП   | Англія        | Кайл Кінг       |
| 10 | ПЗ   | Нова Зеландія | Зейн Солі       |
| 11 | ПЗ   | Малайзія      | Хаїр Джонс      |

| №  | Поз. | Нац.          | Гравець            |
| -- | ---- | ------------- | ------------------ |
| 12 | ПЗ   | Нова Зеландія | Чіаухьян Маукау    |
| 13 | ПЗ   | Канада        | Годвін Кваме Аддаї |
| 14 | ПЗ   | ПАР           | Джейд Месаяс       |
| 15 | НП   | Англія        | Сем Мейсон-Сміт    |
| 16 | НП   | Нова Зеландія | Хеміш Вотсон       |
| 17 | ПЗ   | Нова Зеландія | Бред Гіклінг       |
| 18 | ЗХ   | Чилі          | Мартін Каналес     |
| 20 | ЗХ   | Нова Зеландія | Денні Вілсон       |
| 21 | ПЗ   | Японія        | Фабіан Курімата    |
| 25 | ВР   | Англія        | Кайл Бакстер       |
| 26 | ВР   | Нова Зеландія | Джеррод Гастінгс   |

## Тренерський штаб
- Головний тренер: Бретт Енджелл[5]
- Помічник тренера: Леон Берньє
- Тренер воротарів: Кайл Бакстер
- Фізіотерапевт: Алекс Гейднер
- Тренер з тактичної та фізичної підготовки: Брендон Кембелл

## Відомі гравці
| - Джеремі Брокі (2007—2008) - Чі Бансі (2008—2009) - Філ Еджингтон (2006—2007) - Марк Елрік (2006—2007) - Джонатан Гоулд (2005—2009) - Єн Хогг (2006—2008, 2009) | - Сем Дженкінс (2004—2008) - Сем Міссам (2006—2008) - Коул Певерлі (2006—2009) - Джаррод Сміт (2007—2008) - Сеюл Соромон (2008—2009) |

## Відомі тренери
| - Джонатан Гоулд (2006–09) - Метт Чендлер (2009–11) | - Кріс Греатголдер (2011–14) - Бретт Енджелл (2014–) |